# Narodna Odbrana
Narodna Odbrana (in cirillico serbo: Народна обрана, letteralmente, La Difesa del Popolo) fu un gruppo serbo nazionalista creato attorno al 1908 in reazione all'annessione della Bosnia ed Erzegovina all'Impero austro-ungarico. A quel tempo i serbi reclamavano un'indipendenza dall'impero a livello etnico. Per raggiungere il loro scopo, i membri della Narodna Odbrana incominciarono un'opera di propaganda oltre ad un'organizzazione paramilitare parallela a quella statale.

## Ideologia
Sino all'inizio del XX secolo, il popolo serbo non era stato unificato sotto il dominio di un singolo stato. Vi erano pertanto già stati dei conflitti con altre popolazioni come i bulgari e gli ottomani. Con l'annessione della Bosnia-Herzegovina (regione ove si trovava una grande concentrazione di serbi) all'Austria, il popolo serbo espresse il bisogno di protezione da questa delapidazione della propria nazione e pertanto ricorse alla fondazione della Narodna Odbrana.
Un pamphlet del 1911 dal titolo Narodna Odbrana Izdanje Stredisnog Odbora Narodne Odbrane (Народна обрана издање стредисног одбора народне одбране) focalizzava i sei punti principali d'azione:
1. Elevare, ispirare e rafforzare il sentimento nazionalista.
2. Registrazione e creazione delle liste dei volontari.
3. Formazione delle unità militari volontarie e loro preparazione per lo scontro armato.
4. Raccolta di tutti i contributi volontari, inclusi denaro e altre cose necessarie alla realizzazione dell'obbiettivo.
5. Organizzazione, equipaggiamento e allenamento di un ristretto numero di uomini (Komitee) destinati ad azioni militari speciali.
6. Sviluppo di un'attività di difesa del popolo serbo in tutte le direzioni.

Il pamphlet era ovviamente diretto all'amministrazione austro-ungarica e non all'animazione del gruppo già di per sé stesso folto, ma soprattutto esso evidenziava il desiderio della creazione di una nazione indipendente.
La sede centrale della Narodna Odbrana si trovava a Belgrado.

## Le guerre balcaniche

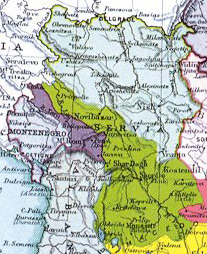
Espansione territoriale della Serbia dopo le guerre balcaniche.

Immediatamente dopo l'annessione della Vardar Macedonia al Regno di Serbia, gli slavi macedoni vennero forzati ad una sorta di "serbianizzazione". La popolazione della Macedonia venne forzata a dichiararsi serba e quanti si fossero rifiutati sarebbero stati picchiati e torturati. Secondo il Report of the International Commission to Inquire into the Causes and Conduct of the Balkan Wars, i membri della Narodna Odbrana commisero in questo frangente molti crimini contro la popolazione civile di quell'area. A Skopje vi era una sede della "Difesa Nazionale" e la popolazione della città era solita chiamare il loro quartier generale "la casa nera" da cui poi nascerà il nome della "Mano Nera", un'organizzazione segreta che succederà nei compiti alla Narodna Odbrana.